# Hatsune Miku: Project DIVA
Hatsune Miku: Project DIVA (初音ミク -Project DIVA-) é uma série de jogos eletrônicos musicais criado pela Sega e a Crypton Future Media. Os jogos, que começaram a ser publicados no PlayStation Portable, também receberam sequelas e novos títulos no PlayStation 3, Nintendo 3DS, PlayStation 4, Sega Arcade, PlayStation Vita e Nintendo Switch. O jogo é o primeiro a utilizar o software Vocaloid desenvolvido pela Yamaha.

## Jogabilidade

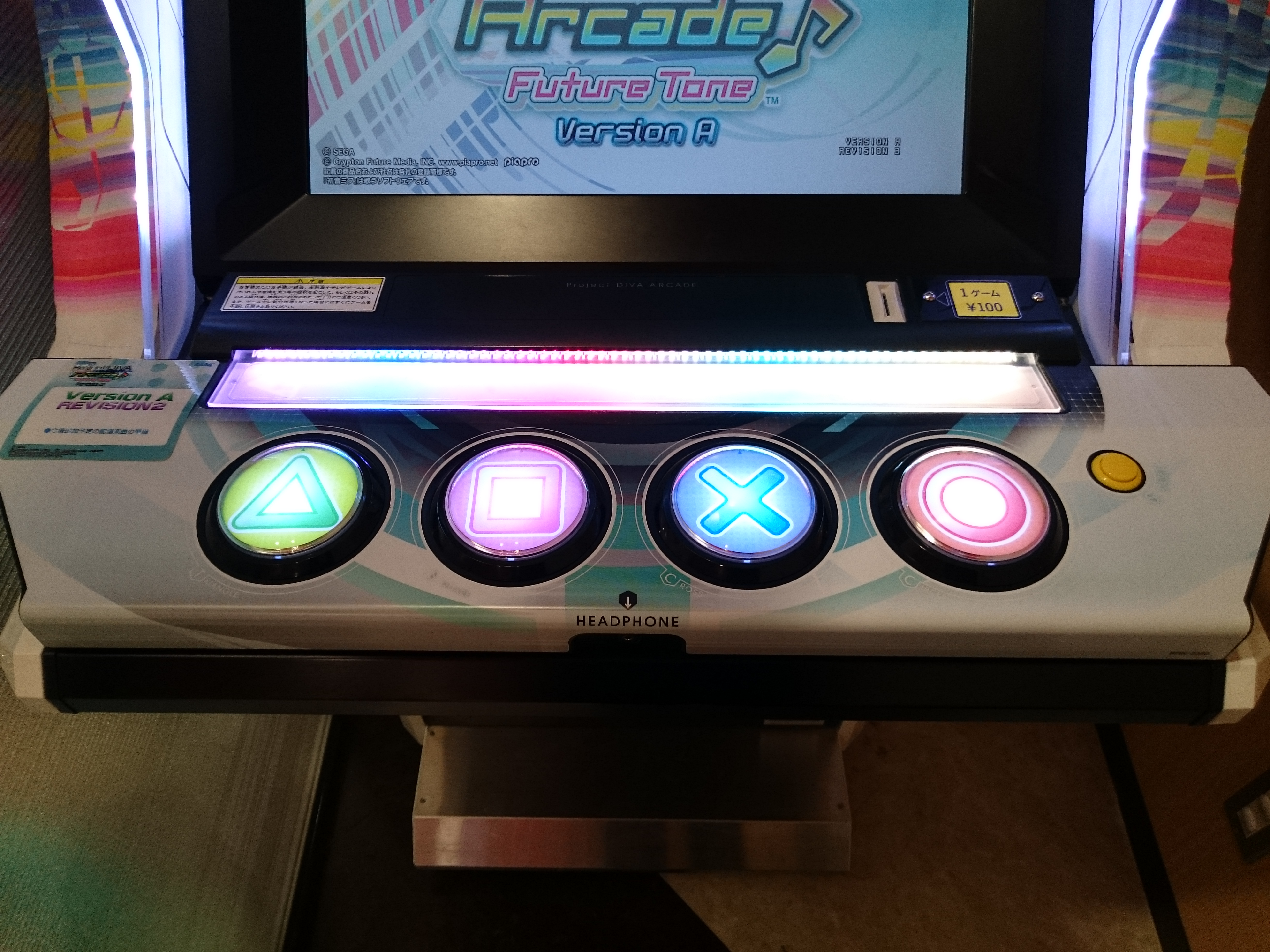
Uma imagem do controle de Arcade

Os jogadores podem escolher entre uma grande variedade de músicas, que são canções originais cantadas pelos Vocaloids da Crypton Future Media, tendo Hatsune Miku como personagem principal. Cada uma das músicas tem suas próprias dificuldades que são Easy, Normal, Hard e Extreme. Os jogadores progridem no jogo completando canções, desbloqueando músicas novas e conseguindo Diva Points (ou VP nos Arcades).
A jogabilidade do jogo é semelhante ao de outros Jogo eletrônico musicais em que os jogadores têm de pressionar uma série de teclas de acordo com a sequência na tela. Os acertos são descritos como "Cool", " e "Fine"(Good na versão americana). Erros são descritos como "Worst"(Wrong na versão americana), "Bad" e "Safe". O jogo possui um sistema de classificação em que o jogador é avaliado com um gráfico e com um classificação, que pode ser: "Perfect", "Excellent", "Great", "Standard", "Cheap"(Worst na versão americana)ou "Misstake".
Até o o título Project Diva F2nd, existiu um modo que permite a produção de vídeos e a criação de novos modos de dificuldade, chamado Edit Mode. O Edit Mode permite aos usuários criar seu próprio vídeo customizado PV(Perfomance Video)o vídeoclipe da música, que tanto usa canções já presentes no jogo ou qualquer arquivo de música no formato MP3 retirado do console para o PV. Os jogadores podem personalizar o vídeo de diversas formas, como utilizando planos de fundo 2D/3D disponíveis no jogo, trocar as roupas dos personagens e até mesmo criar movimentos para os modelos inseridos no PV. Os jogadores também podem usar animações prontas para fazer com que os personagens tenham sincronia com o que está sendo cantado na música.
Há também o modo Diva Room, em que os jogadores podem comprar e obter itens ao longo do jogo ou da loja do jogo para decorar o quarto com o seu modelo. Os jogadores podem também tirar screenshots de seus modelos, enquanto eles estão jogando em seu quarto, alimentá-los e até mesmo dar presentes, funcionando como uma espécie de Tamagochi

## Jogos

##### Hatsune Miku: Project Diva (1st)
Hatsune Miku: Project Diva é o primeiro jogo da série Project Diva, lançado em 2 de julho de 2009 para o portátil PlayStation Portable. O jogo foi mais tarde reproduzido no PlayStation 3, sendo lançado como Project Diva: Dreamy Theater.

##### Hatsune Miku: Project Diva Arcade
Hatsune Miku: Project DIVA Arcade é o jogo de arcade da série Project Diva, e contou com diversos recursos exclusivos. A sua primeira versão foi lançada em 23 de Junho de 2010. A versão Arcade incluiu diversas canções que estavam no Project Diva 1st, 2nd e inéditas. Foi lançada uma atualização ao Arcade, chamada Future Tone, que atualizou gráficos e adicionou canções ao jogo. Ela foi lançada em 21 de novembro de 2013.

##### Hatsune Miku: Project Diva 2nd
Hatsune Miku: Project Diva 2nd é a continuação de Project Diva e foi lançado em 29 de julho de 2010 para o PlayStation Portable. Dreamy Theater 2nd também foi lançado, permitindo que os jogadores de Playstation Portable possam jogar no PlayStation 3, com gráficos de alta definição. Esta segunda parte do Dreamy Theater introduz o 3D estereoscópico pela primeira vez na série. O jogo também trouxe novas funcionalidades, como a adição de uma nova dificuldade, um modo de edição, novas canções e o DIVA Room, que dessa vez,além de trazer a Miku, também trouxe quartos próprios para os outros 5 vocaloids e 3 fanloids.

##### Hatsune Miku: Project Diva Extend
Hatsune Miku: Project Diva Extend é uma expansão para Project Diva 2nd, em forma de novo jogo, para o PlayStation Portable. Ele foi lançado em 10 de novembro de 2011 e contou com uma grande variedade de novos modelos e novas canções. O jogo permitiu que os jogadores pudessem importar dados do Project Diva 2nd no jogo, incluindo dados de progresso, trajes, músicas e conteúdo de download. Similar aos jogos anteriores da série, também teve uma versão para PS3, chamada Hatsune Miku: Project Diva Dreamy Theater Extend, lançada em 13 de setembro de 2012.

##### Hatsune Miku: Project Diva F
Hatsune Miku: Project Diva F ou ƒ é o próximo jogo principal da série Project Diva que fez sua estreia em 30 de agosto de 2012 para o PlayStation Vita e em 7 de março de 2013 para o PlayStation 3, inicialmente, apenas no Japão. Embora ambos sejam essencialmente o mesmo jogo, a versão para PS3 inclui canções e roupas adicionais, e os gráficos em alta definição. As músicas foram lançadas posteriormente como conteúdo para download para o PlayStation Vita. O Playstation Vita recebeu características de jogo adicionais, tais como "scratchs" que fazem uso de sua tela sensível ao toque, e o uso do painel traseiro sensível do Playstation Vita, juntamente com características e funcionalidades AR usando a câmera frontal e traseira. Além de tudo isso, o jogo ainda trouxe um novo modo de edit, onde os jogadores poderiam criar PV's de músicas que não estavam presentes no jogo. No ocidente, o jogo foi lançado em 4 de março de 2014, para Playstation Vita e em 27 de agosto, para Playstation 3.

##### Hatsune Miku: Project Diva F2nd
Project Diva F2nd foi um jogo lançado no dia 27 de março de 2014 (no Japão) no dia 18 de novembro de 2014 (na América do norte) e na Europa no dia 21 de novembro de 2014. O primeiro jogo que conteve DLC´s disponíveis para a PSN americana. Quando o jogo foi anunciado (no dia 9 de Julho de 2013) ele já estava 39% desenvolvido. As DLC´s estavam programadas para ser lançadas a cada duas semanas por um período de seis meses para ambas as regiões japonesas e ocidentais. Foi lançado para as duas plataformas, PS3 e PSvita, com apenas algumas diferenças de uma plataforma a outra.
Diversas músicas foram lançadas como DLCs, são elas:
- "積乱雲グラフィティ"(Sekiranun Graffiti)
- "愛言葉"(Love Words)
- "こっち向いて Baby"(Look this way,Baby)
- "Yellow"
- "Change Me"
- "ローリンガール"(Rolling Girl)
- "孤独の果て"(Solitude's End)
- "那由他の彼方まで"(To the End of Infinity)
- "Just Be Friends"
- "magnet"
- "Rosary Pale"
- "Promise"
- "マージナル"(Marginal)
- "初めての恋が終わる時"(When First Love Ends)
- "えれくとりっく•えんしぇぅ"(Eletric Angel)
- "歌に形はないけれど"(Though My Song Has No Form)

### Hatsune Miku: Project Diva X
Project Diva X é um jogo que foi lançado em 2016 no dia 24 de março de 2016 para PSVita e no dia 30 de agosto de 2016 para o PS4 com o nome: "Project Diva X HD". Recebeu muitas críticas negativas por não apresentar mais o "Edit Mode" e conter poucas músicas, que, somadas com as DLC's, são 32. Apesar da retirada de recursos, ganhou novidades, como a adição das notas rush e uma variedade de músicas editadas, conhecidas como medleys. Os "mash-ups" totalizam em 6 medleys.

### Hatsune Miku: Project DIVA Future Tone (PS4)
Foi anunciado uma versão para PS4 do titulo para arcade Hatsune Miku: Project DIVA Future Tone. O jogo foi lançado em 23 de Junho de 2016 no Japão e no dia 10 de janeiro de 2017 na Europa e nas Américas, apenas digitalmente. Ele foi dividido em dois pacotes: Colorful Tone e Future Sound. Também foi lançada uma demo do jogo, chamada de "Prelude". Um total de 4 DLCs, chamadas de "Encore Pack", foram lançadas no ano de 2017. Elas incluíam músicas do Arcade que não tinham sido incluídas no lançamento inicial. Em 22 de novembro de 2017, houve o lançamento de uma edição física do jogo apenas no Japão, que incluía todas os dois pacotes de jogo e suas DLCs. Foi chamado de Project Diva Future Tone DX. A lista abaixo cita os Encores e as músicas presentes em cada um deles.
- 1st Encore Pack

- アゲアゲアゲイン(Age Age Again)
- Shake It!
- サンドリヨン(Cendrilion)
- アドレセンシ(Adolescence)
- 2nd Encore Pack

- 骸骨楽団とリリア(Gaikotsu Gakudan to Riria)
- 君の体温(Kimi no Taion)
- LOL -lots of laugh-
- Hand in Hand
- 3rd Encore Pack

- ピアノXフォルテXスキャンダル(PianoxFortexScandal)
- アマツキツネ(Amatsu Kitsune)
- 1925
- ヒビカセ(Hibikase)
- Extra Encore Pack (DX)

- ゴーストルール(Ghost Rule) (Inserindo novo traje, chamado Ghost)
- 砂の惑星(Sand Planet)
- Novo traje: Celebration.

### Hatsune Miku: Project Diva Mega Mix (Mix+)
Em Fevereiro de 2020 no Japão, e em Maio de 2020 no ocidente, foi lançado o novo jogo da série, chamado Hatsune Miku: Project Diva Mega Mix (estilizado como MEGA39's no Japão já que quer dizer "Mega Miku"su" " já que 39 em japonês se pronuncia "Miku"), Lançado para o Nintendo Switch e PC. O jogo apresenta 101 faixas, sendo 91 recicladas de outros jogos da série e 10 músicas inéditas no jogo. Ele trouxe um novo modo de jogo, chamado Mix Mode, exclusivo do Switch ,que usa os joy-cons do console para ser jogado. Como o jogo é apenas uma versão do Project Diva: Future Tone para o Nintendo Switch e PC, foi lançado uma DLC para PS4 incluindo todas as novas músicas presentes no novo jogo. São elas:
- Catch the Wave - kz & livetune
- テオ - Omoi
- ヒバナ - DECO*27
- エイリアンエイリアン - Nayutalien
- オへドジュリアナイト - Mitchie M
- ロキ - mikitoP
- 39みゅーじっく！ - mikitoP
- ジグソーパズル - Mafumafu
- どりーみん ちゅ ーちゅ ー -emon - Tes
- JITTERBUG - Amime Kirin & Hachiya Nanashi

Em Maio de 2022, foi lançado o porte do jogo para os PCs com Windows, através do Steam, com nome de Project Diva: Mega Mix+. O jogo possui duas versões sendo vendidas na plataforma, que são elas a versão standard, que contém as músicas do Mega Mix, e VIP, que possui a DLC que adiciona as músicas de Project Diva: Future Tone, que não estão presentes em Mega Mix.

## Spin-offs

### Hatsune Miku: Project Mirai
Hatsune Miku and Future Stars: Project Mirai é um spin-off da série, com um diferente estilo de personagens e jogabilidade. É também o primeiro jogo da série a não ser lançado na plataforma PlayStation de consoles, sendo lançado no Nintendo 3DS. O jogo foi lançado em 8 de março de 2012, e acrescentou vários recursos novos para a série. O jogo também usou um estilo de arte diferente para personagens do jogo, em vez de sua arte normal. Foi o primeiro jogo a ter a Vocaloid Gumi como personagem jogável.

### Miku Flick
Miku Flick é um spin-off da série, com uma jogabilidade diferente da série, caracterizada pela presença de um PV e um teclado com 10 botões, correspondentes ao Hiragana. O jogo foi lançado no iOS no Japão em 09 de março de 2012 e internacionalmente em 09 de abril de 2012 tornando-se o primeiro jogo da série a ser traduzido em Inglês. O jogo apresenta uma jogabilidade diferente em que o jogador faz "flicks" em direção ao fonema certo exigido pela canção em uma barra, que aparecem conforme a música evolui.

### Miku Flick/02
Miku Flick 02 é um spin-off da série Project Diva e uma sequela de Miku Flick. O jogo é o segundo a ser lançado na plataforma iOS e o segundo jogo a ser lançado em inglês. Além disso, o jogo apresenta Kagamine Rin, Kagamine Len e Megurine Luka como personagens jogáveis, enquanto o primeiro jogo só contou com Hatsune Miku. O jogo também acrescenta outras opções de jogo, e suporte para novas músicas e trajes novos, como conteúdo para download. Ambos os Miku Flick foram descontinuados e removidos da App Store.

### Hatsune Miku Live Stage Producer
Jogo lançado somente no Japão para Android e IOS. A jogabilidade consiste em bolhas voando pela tela, algumas tem corações, já outras, bombas, tendo que se acertar as bolhas com corações. O jogo foi descontinuado.

### Project Sekai
Project Sekai:Colorful Stage feat.初音ミク é um jogo de ritmo para celular desenvolvido pela Colorful Palette, um estúdio da CyberAgent 's Craft Egg, e publicado pela Sega Corporation . O jogo é um spin-off da série Hatsune Miku: Project DIVA da Sega e apresenta oscantores virtuais da Crypton Future Media Hatsune Miku, Megurine Luka, Kagamine Rin e Len, Meiko e Kaito, ao lado do elenco de 20 personagens humanos originais que são divididos em cinco unidades, cada uma com um tema único. Situado no mundo real onde os Cantores Virtuais existem apenas como ficção, os personagens se deparam com outro mundo chamado "Sekai", onde vários "sentimentos verdadeiros" são projetados. O jogo foi lançado para dispositivos Android e Apple em 30 de setembro de 2020. Foi desenvolvido com Unity e usa o mecanismo Piapro Studio NT para síntese de voz .

## Personagens
| Personagem    | Jogo               | Jogo         | Jogo                | Jogo             | Jogo                | Jogo          | Jogo       | Jogo           | Jogo               | Jogo           | Jogo                        |
| Personagem    | Arcade Future Tone | Project DIVA | Project DIVA Arcade | Project DIVA 2nd | Project DIVA Extend | Project Mirai | Miku Flick | Project DIVA F | Project Diva F 2nd | Project Diva X | Project Diva Future Tone DX |
| ------------- | ------------------ | ------------ | ------------------- | ---------------- | ------------------- | ------------- | ---------- | -------------- | ------------------ | -------------- | --------------------------- |
| Hatsune Miku  | Jogável            | Jogável      | Jogável             | Jogável          | Jogável             | Jogável       | Jogável    | Jogável        | Jogável            | Jogável        | Jogável                     |
| Kagamine Rin  | Jogável            | Jogável      | Jogável             | Jogável          | Jogável             | Jogável       | Jogável    | Jogável        | Jogável            | Jogável        | Jogável                     |
| Kagamine Len  | Jogável            | Jogável      | Jogável             | Jogável          | Jogável             | Jogável       | Jogável    | Jogável        | Jogável            | Jogável        | Jogável                     |
| KAITO         | Jogável            | Jogável      | Jogável             | Jogável          | Jogável             | Jogável       | Jogável    | Jogável        | Jogável            | Jogável        | Jogável                     |
| Megurine Luka | Jogável            | Jogável      | Jogável             | Jogável          | Jogável             | Jogável       | Jogável    | Jogável        | Jogável            | Jogável        | Jogável                     |
| MEIKO         | Jogável            | Jogável      | Jogável             | Jogável          | Jogável             | Jogável       | Jogável    | Jogável        | Jogável            | Jogável        | Jogável                     |
| Sakine MEIKO  | Jogável            |              | Jogável             | Jogável          | Jogável             |               |            |                | Module             |                | Jogável                     |
| Akita Neru    | Jogável            | Jogável      | Jogável             | Jogável          | Jogável             |               |            | DLC            | DLC                |                | Jogável                     |
| Yowane Haku   | Jogável            | Jogável      | Jogável             | Jogável          | Jogável             |               |            | DLC            | DLC                |                | Jogável                     |
| Kasane Teto   | Jogável            |              | Jogável             | DLC              | DLC                 |               |            | DLC            | DLC                |                | Jogável                     |
| Gumi          |                    |              |                     |                  |                     | Jogável       |            |                |                    |                |                             |

## Vendas
A série tem sido popular entre os fãs no Japão, tendo vendido mais de 1 milhão de cópias em abril de 2012, só no Japão. Em julho de 2014, a Sega anunciou que a franquia já vendeu um total de 2,5 milhões de jogos no Japão. Em novembro de 2014, a franquia já havia vendido mais de  4,5 milhões de unidades no varejo e em downloads.